# Малый Студенец
Ма́лый Студене́ц (тат. Кече Студенец) — село в Сасовском районе Рязанской области России. Административный центр Малостуденецкого сельского поселения.

## География
Находится на юге района, в 20 километрах к югу от райцентра Сасово. Там же ближайшая железнодорожная станция Сасово.
Ближайшие населённые пункты:
- село Большой Студенец примыкает с севера;
- село Новое Берёзово в 1 км к юго-востоку по асфальтированной дороге.

## Природа

### Климат
Климат умеренно континентальный с умеренно жарким летом (средняя температура июля +19 °С) и относительно холодной зимой (средняя температура января −11 °С). Осадков выпадает около 600 мм в год.

### Рельеф
Высота над уровнем моря 91–110 м.

### Гидрография
Находится на безымянном ручье — притоке Цны. Создана проезжая плотина с образованием пруда.

### Почвы
В долине и пойме Цны почвы аллювиальные (суглинки и супеси), выше, к юго-западу переходящие в чернозём.

## История
Село являлось местом проживания шацких мурз Енгалычевых. Они также проживали в несохранившейся деревне Рязановка.
Малый Студеней в XVII веке владение братьев стольников, князей Д.И. и М.И. Енгалычевых. Затем усадьба принадлежала внуку последнего гвардии поручику, князю Н.К. Енгалычеву (г/р 1739), женатому на А.И. Языковой (г/р 1751). Далее их сыну писателю из кружка просветителя Н.И. Новикова, автору «Простонародного лечебника» уездному предводителю дворянства князю П.Н. Енгалычеву (1769-1829), женатому на Н.Ф. Протасьевой (1776-1840). Потом их сыну князю Е.П. Енгалычеву (1802-1853), женатому на М.И. Неплюевой. Затем сыну последних князю А.Е. Енгалычеву (г/р 1825) и до 1917 года его наследникам.
Сохранилась: сильно перестроенный одноэтажный главный дом, руинированная хозяйственная постройка, действующая церковь Рождества Богородицы 1802 года в стиле зрелого классицизма построенная князем П.Н. Енгалычевым, возможно по проекту архитектора Н.А. Львова, дом притча, пруд.
Усадебные библиотека, архив и коллекция картин и другие художественные ценности после 1917 года исчезли, их судьба неизвестна.
Князя П.Н. Енгалычева, его дочь княжну А.П. Енгалычеву и возможно других членов семьи портретировали О.А. Кипренский, В.Л. Боровиковский и Д.Г. Левицкий.
Усадьбу посещал художник О.А. Кипренский.
В селе находилась и ныне полностью утрачена усадьба дворян Арнольди.
В 1893 г. Малый Студенец входил в Ново-Берёзовскую волость Шацкого уезда Тамбовской губернии. С 2004 г. и до настоящего времени входит в состав Малостуденецкого сельского поселения. До этого момента входил в Малостуденецкий сельский округ.

## Население
| 1981 | 1989 | 2002 | 2010 |
| ---- | ---- | ---- | ---- |
| 600  | ↗742 | ↘664 | ↘572 |

## Хозяйство

#### Сельское хозяйство
15 человек трудится на сельскохозяйственном предприятии ООО «Студенецкое».

#### Промышленность
В 1 км к северо-западу от села расположено Мало-Студенецкое месторождение строительных камней, специализирующееся на добыче известняка для строительства.

## Инфраструктура

### Дорожная сеть
Через село проходит асфальтированная дорога межрайонного значения Алёшино — Ямбирно. По состоянию на апрель 2018 года дорога находится в аварийном состоянии и практически не пригодна для движения автомобилей.
В состав села входят Микрорайон и 8 улиц: Больничная, Есенина, Колхозная, Ленина, Луговая, Молодёжная, Советская, Школьная.

### Транспорт
Связь с райцентром осуществляется автобусными маршрутами пригородного значения: № 103 Сасово — Новое Берёзово, № 106 Сасово — Ямбирно. Автобусы средней вместимости (ПАЗ-3205) курсируют ежедневно, несколько раз в сутки.

### Связь
Работает почтовое отделение связи — индекс 391448 (до 01.01.2000 — 391622). Обслуживает населённые пункты Малостуденецкого сельского поселения.

#### Инженерная инфраструктура
Электроэнергию село получает по ЛЭП 10 кВ от подстанции 35/10 кВ «Студенец», расположенной на северной окраине.
Село газифицировано. Имеется центральное водоснабжение.

### Образование
В селе есть средняя школа. Здание двухэтажное, построенное по типовому плану в 1989 г.
Также имеется детский сад на 25 мест.

### Здравоохранение
Работает двухэтажная Малостуденецкая участковая больница.

### Рекреация и туризм
В центре села, ниже плотины, близ ручья есть родник, оборудованный купелью.

### Культура

Памятник воинам ВОВ

Храм в честь Рождества Пресвятой Богородицы. Напротив него памятник павшим в Великой Отечественной войне.

## Интересные факты
- Своё название получило по расположенным в окрестности многочисленным холодным родникам.
- Расположенный поблизости Большой Студенец значительно меньше как по населению, так и по развитию инфраструктуры, нежели Малый Студенец.